# François Jouffroy

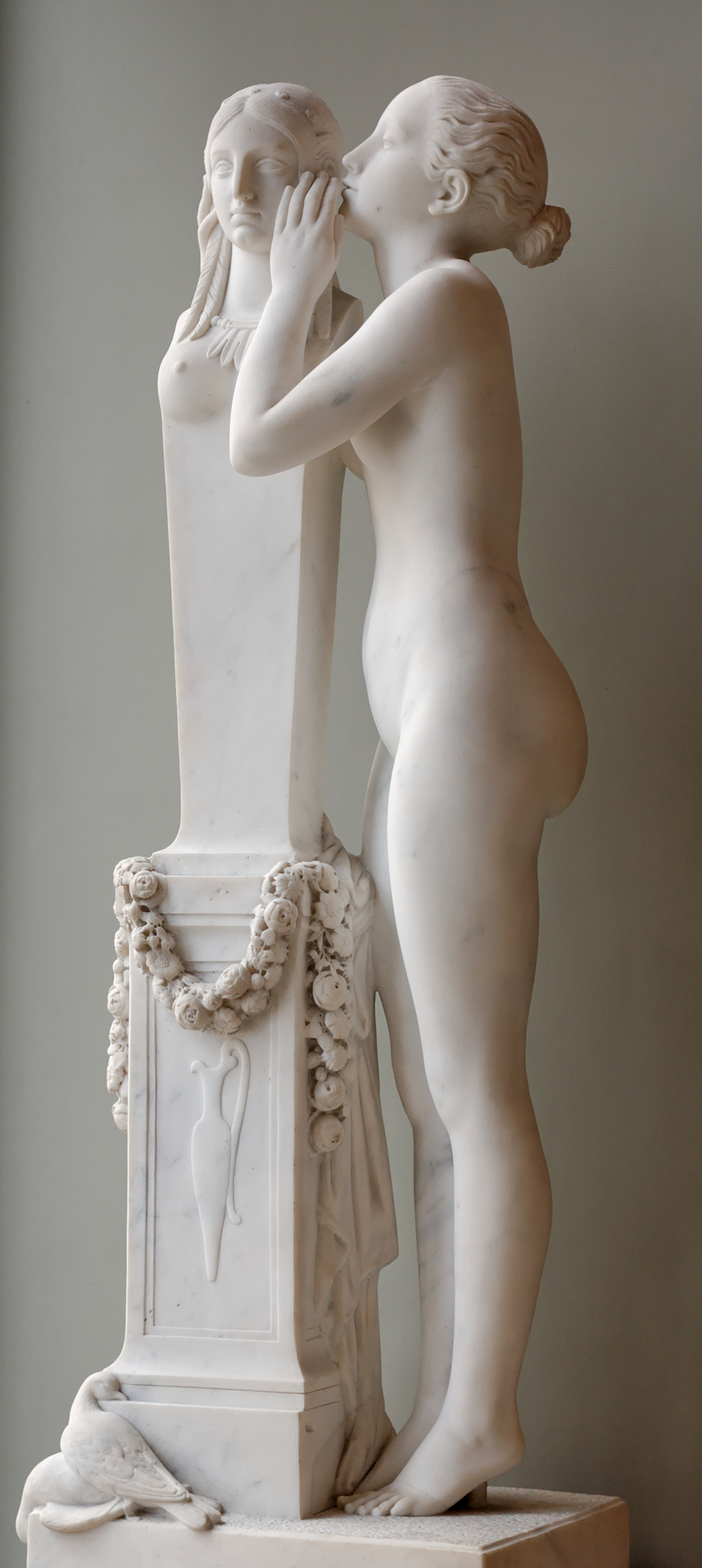
Rzeźba Premier secret confié à Vénus z 1839 roku w Muzeum Luwru

François Jouffroy (ur. 1 lutego 1806 w Dijon, zm. 25 czerwca 1882 w Laval) – francuski rzeźbiarz. 

## Życiorys
Syn piekarza. Ukończył szkołę rysunku w Dijon, po czym przyjęto go do École nationale supérieure des beaux-arts w Paryżu. W 1832 wygrał stypendium Prix de Rome. W czasach II Cesarstwa (1851–1870) uczestniczył w dekorowaniu wielu budynków rządowych oraz użyteczności publicznej.